# Exechia truncata
Exechia truncata är en tvåvingeart som först beskrevs av Freeman 1951.  Exechia truncata ingår i släktet Exechia och familjen svampmyggor. Inga underarter finns listade i Catalogue of Life.